# Kolovraty (tvrz)
Tvrz v Kolovratech je zaniklé šlechtické sídlo v Praze 10, které stálo mezi ulicemi Mladotova a Mírová.

## Historie
Ves Kolovraty je pokládána za původní sídlo pánů z Kolovrat. Na listinném falzu ze 13. století údajně daroval šlechtic Mladota mezi roky 1109-1140 čtyři poddanské usedlosti, vlastní dvorec a tvrz klášteru Ostrov u Davle. Roku 1297 je v listinách uváděn Zosimír z Kolovrat a Průhonic, který ale již Kolovraty nevlastnil (rodokmen pánů z Kolovrat začíná rokem 1347 Albrechtem z Kolowrat).
Počátkem 14. století ostrovský klášter postavil u tvrze gotický jednolodní kostel svatého Ondřeje a faru. V době panování krále Jana Lucemburského vlastnil tvrz staroměstský měšťan Meinlin (Merhart) Rokycanský a po něm v letech 1344-1346 jeho syn Michal. Roku 1363 byl dvůr s tvrzí v majetku rytíře Jana ze Zruče řečeného Kolowrat, který přes společné janovické předky byl vzdáleným příbuzným pánů z Kolowrat. Od roku 1380 patřila ves johanitské komendě, která ji připojila k Uhříněvsi. Při husitských bouřích zabrali roku 1420 ves s tvrzí pražané.
Stará tvrz chátrala. Roku 1722 ji připomínal jen kruhový hliněný násep.

### Lokace
Kruhové tvrziště stálo při jihovýchodním rohu poplužního dvora severovýchodně od kostela svatého Ondřeje. Ještě ve 20. století se zde nacházely zbytky jeho základového zdiva. Koncem 20. století byl dvůr zbořen a místo zastavěno bytovými domy.

### Památník
Na místě tvrze byl 18. června 2005 vztyčen pomník s upomínkovou deskou. Stalo se tak při příležitosti oslav 800 let od první písemné zmínky o Kolovratech. Pomník z dílny kameníka Vladimíra Petráka navrhla grafička Lenka Košvancová Dřízhalová a bronzovou desku zhotovil Petr Kazda.
Nápis na bronzové desce
```
V TOMTO MÍSTĚ SE VE 12. STOLETÍ NACHÁZEL DVOREC S TVRZÍ PANA MLADOTY PŮVODNÍ SÍDLO PÁNŮ Z KOLOVRAT
[
1
]
```